# Filmregisseur

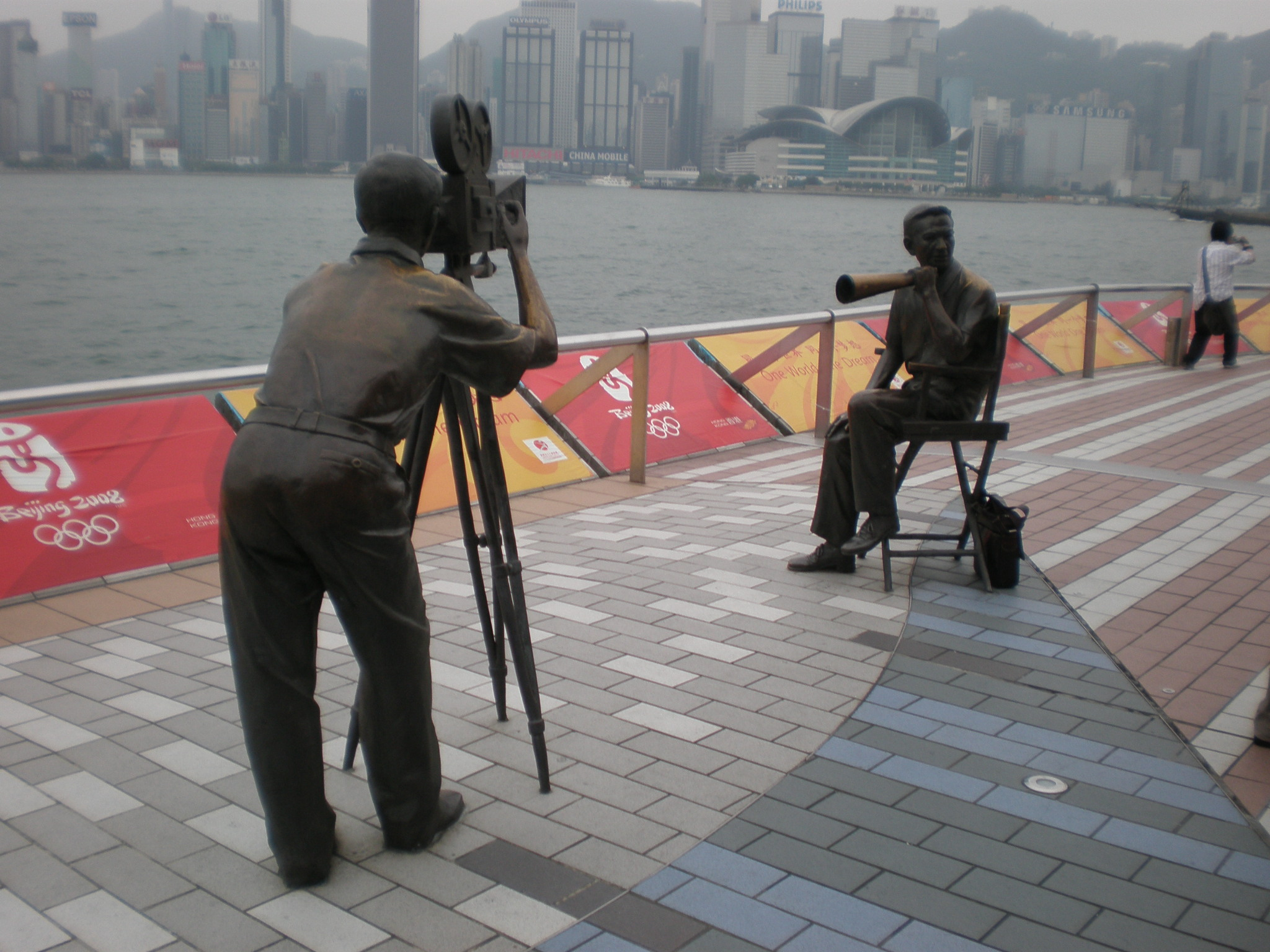
Regisseur und Kameramann. Skulptur auf der Avenue of Stars in Hongkong.

Ein Filmregisseur oder Filmdirektor (englisch film director oder movie director) ist der künstlerische und kreative Leiter einer Filmproduktion (Regisseur, veraltet auch Spielleiter) im Gegensatz zum Filmproduzenten („Produzent“, englisch: Producer), der die Produktion administrativ leitet.
Bei kleinen Produktionen erstreckt sich die Tätigkeit von der Stoffentwicklung über die Erarbeitung von Drehbüchern, die Ablaufplanung der Produktion einschließlich der Kosten bis zur Postproduktion. In professionellen Produktionszusammenhängen ist die Kernaufgabe des Regisseurs die Inszenierung, das heißt die Auflösung der Szenen eines Drehbuchs in einzelne Kameraeinstellungen und die Anleitung der Darsteller.
Der Begriff „Regie“ ist beim Kino-/Spielfilm klar definiert. Beim Fernsehen kann er vielerlei bedeuten: von der Studio-Regie, der Ablauf-Regie über die Bild-Regie (Kamera) bis hin zur Spielfilm-Regie gleichen Regie, vor allem im fiktionalen Bereich (Fernsehspiel, auch in Form von Reihen und Serien, TV-Movie etc.).
Der Filmregisseur gilt als Haupturheber eines Filmwerks, der es persönlich und eigenschöpferisch prägt unter Verwendung und Bearbeitung bestehender Werke (z. B. vom Drehbuchautor und vom Filmkomponisten) und im Zusammenwirken mit weiteren Mit-Urhebern (z. B. Bildgestalter und Filmeditor).

## Etymologie
Der Begriff leitet sich von französisch régisseur „Verwalter“ ab. Im Französischen wird ein Regisseur allerdings als réalisateur (wörtlich „Verwirklicher“) bezeichnet, während mit dem Begriff des Regisseurs im Französischen die Aufnahmeleitung, also die Betriebsleitung bezeichnet wird.

## Geschichte
In den 1910er und 1920er Jahren hatten in den USA prominente Filmregisseure wie David W. Griffith, Charlie Chaplin, Rex Ingram, Cecil B. DeMille, King Vidor und Erich von Stroheim große Entscheidungsfreiheit und Machtfülle beim Inszenieren von Filmen. Ihre Popularität und Werbewirksamkeit überstrahlte teilweise die der in den Filmen eingesetzten Schauspieler.
Ab Mitte der 1920er Jahre gewannen die Produzenten des Studiosystems die wirtschaftliche und zum großen Teil auch künstlerische Kontrolle über die Filmherstellung zurück, die sie in den Anfangstagen des Films innegehabt hatten. Filmregisseure gerieten in Abhängigkeit von Produzentenentscheidungen und wurden oft nur als Koordinatoren und ausführende Spielleiter eingesetzt. Um sich ihre künstlerische Freiheit zu bewahren, entschlossen sich einige Regisseure, ihre eigenen Produktionsfirmen zu gründen; so etwa Frank Capra, George Stevens und William Wyler mit ihrer gemeinsamen Firma Liberty Films. Auch Regisseure wie Robert Aldrich, Otto Preminger, Samuel Fuller und Sam Peckinpah agierten zeitweise als „Produzenten-Regisseure“. Später versuchten auch Filmemacher wie Robert Altman, Sydney Pollack, George Lucas oder Steven Spielberg, auf diese Weise die Kontrolle über ihre Filme zu sichern.
In Europa war der Konflikt zwischen geldgebenden Produzenten und künstlerisch arbeitenden Regisseuren nicht so stark ausgebildet wie in den USA. Das Problem, Ökonomie und Anspruch zusammenzubringen, wurde oft eher kooperativ gelöst, jedoch waren die Regisseure in ihrer künstlerischen Freiheit oft beschnitten. Die Auteur-Theorie begann ab den 1940ern und verstärkt zur Zeit der Nouvelle Vague, zwischen dem Realisateur, dem zwar begabten, aber Zwängen unterworfenen „Handwerker“, und dem Auteur, der seine Arbeit als individuelle, künstlerisch freie Aufarbeitung der eigenen Weltvorstellung sieht, zu unterscheiden. Dieses Verständnis des Filmregisseurs als ganzheitlichem Künstler, dem in seiner Arbeit auch Schwächen und Fehler zugestanden werden müssen, um ihn frei agieren zu lassen, wurde von den Regisseuren des Neuen Deutschen Films übernommen.

## Aufgaben
- Dramaturgische Bearbeitung einer stofflichen Vorlage eines Originalstoffes, gegebenenfalls in Zusammenarbeit mit einem Autor oder einer Autorin
- Erarbeitung des Drehbuches im Hinblick auf künstlerisch-technischen Aufwand, Kalkulation und Produktionsablauf
- Auswahl der Darsteller
- Auswahl des künstlerisch-technischen Stabes (z. B.: Kamera, Musik, Szenenbild, Kostümbild, Maskenbild, Requisite, Schnitt, Ton, Regieassistenz)
- Erarbeitung der Bildfolge für den Szenenablauf
- Erstellung von Regiebuch, Shooting Script oder Story Board („Auflösung“)
- Auswahl von Drehorten
- Festlegung von Massenszenen, Spezialeffekten und Stunts
- Vorgespräche mit den Hauptdarstellern zur Konzeption der Rolle
- Erarbeitung einer musikalischen Konzeption für das Werk
- Durchführung der Dreharbeiten (endgültige Entscheidung über: Einrichtung des Sets, Anzahl der Einstellungen, Bewegungen und Bildausschnitte der Kamera)
- Auswahl von Archivmaterial – schon während der Dreharbeiten Anleitung zum Rohschnitt
- Anfertigung des Feinschnitts in Zusammenarbeit mit dem Filmeditor
- Herstellung der endgültigen Fassung des Films (Überwachung der Sprach-Synchronisation, der Musik- und Geräuschaufnahmen sowie der Endmischung, Festlegung der Titelgestaltung, Mitwirkung bei der optischen oder elektronischen Lichtbestimmung und Farbkorrektur)
- Beteiligung an PR-Maßnahmen des Produzenten (Mitwirkung bei der Gestaltung von Werbe- und Informationsmaterial zum Werk)

## Mitarbeiter
Filmregisseure leiten während der Produktion eine ganze Reihe von Mitarbeitern an:
- Regieassistenten
- Kameraleute
- Szenenbildner
- Maskenbildner
- Kostümbildner
- Filmeditoren
- Filmkomponisten
- Tongestalter
- Fachleute für Spezialeffekte
- VFX Supervisor
- Aufnahmeleiter
- Location Scouts
- Stuntmen
- Schauspieler

## Ausbildung
Die Ausbildung zum Regisseur ist nicht einheitlich geregelt. Ein grundständiges Studium im Regiefach wird an staatlichen und privaten Filmhochschulen angeboten. Bei der meist mehrstufigen Aufnahmeprüfung müssen eine filmspezifische künstlerische Befähigung und oftmals erste Praxiserfahrungen bei Filmproduktionen nachgewiesen werden. Zur formalen Voraussetzung gehört in der Regel die allgemeine Hochschulreife oder zumindest die Fachhochschulreife.
Eine Alternative zum Studium und bis heute üblicher ist die direkte praktische Aneignung der erforderlichen Kenntnisse und Fähigkeiten über eine Tätigkeit als Regiepraktikant bzw. Regieassistent bei einer Filmproduktion.

## Persönliche Voraussetzungen
Voraussetzung für die Regietätigkeit ist eine Kombination aus vielen verschiedenen Fähigkeiten. Die Fähigkeit, künstlerische und technische Mitarbeiter zu motivieren, zu leiten und koordinieren zählt ebenso dazu, wie dramaturgische, darstellerische, sprachliche, musikalische und visuelle Elemente zu einem Filmwerk zusammenzufügen. Regisseure müssen über psychologisches Wissen und Menschenkenntnis verfügen, um auch evtl. entstehende Konflikte innerhalb des Gesamtteams zu lösen. 

„Er ist Vater und Mutter, Priester, Psychologe, Freund, Autor, Schauspieler, Photograph, Kostümbildner, Elektronikfachmann, Musiker, graphischer Künstler und spielt noch ein Dutzend andere Rollen.“

## Zugang zum Feld und Bedingungen der Berufspraxis
Wie Thomas Wiedemann gezeigt hat, stammen deutsche Filmregisseurinnen und -regisseure in der Regel aus der oberen Mittelschicht, haben überwiegend Filmhochschulen besucht, in denen sie bereits zu einem „feldkonformen Verhalten“. angeleitet wurden und arbeiten dann in einem hochgradig heteronomen Umfeld, in dem sie der Einflussnahme von Produzenten, Verleihern, Fördergremien und Fernsehredaktionen ausgesetzt sind „Wie stark die illusio im Feld wirkt, lässt sich auch daran deutlich erkennen, dass die Interviewten zunächst in der großen Mehrheit erklärten, sie fühlten sich in der Freiheit ihres Handelns niemals beschränkt. Ganz wie im Journalismus ist also auch hier eine hohe ‚wahrgenommene Autonomie‘ zu verbuchen […]. Erst auf Nachfragen hin wurde dann jedoch deutlich, dass sie mit den an sie heran getragenen Anforderungen durchaus pragmatisch umgehen […].“ Die in den Filmen stattfindenden Wirklichkeitskonstruktionen bleiben daher in der Regel im Rahmen des Akzeptablen und Akzeptierten.